# تعظيم (علم النفس)
اَلتَّعْظِيمُ (بالإنجليزية: Maximization)‏ هو أسلوب في اتخاذ القرار يتميز بالبحث عن الخيار الأفضل من خلال بحث شامل في البدائل. ويتناقض مع الإرضاء، حيث يقوم الأفراد بتقييم الخيارات حتى يجدون خيارًا «جيد بما فيه الكفاية».

## تعريف
تم التمييز بين «التعظيم» و«الإرضاء» لأول مرة بواسطة هربرت سيمون في عام 1956. أشار سيمون إلى أنه على الرغم من أن مجالات مثل الاقتصاد افترضت التعظيم أو«التحسين» كأسلوب عقلاني لاتخاذ القرارات، إلا أن البشر غالبًا ما يفتقرون إلى الموارد المعرفية أو المزايا البيئية لتحقيق أقصى قدر.  بدلاً من ذلك صاغ سيمون مقاربة تُعرف بالعقلانية المحدودة، والتي أشار إليها أيضًا بأنها مُرْضِيَة. تم اتخاذ هذا النهج ليكون ملائماً وفي الواقع ضروريًا نظرًا لقيودنا المعرفية، وبالتالي اعتبرالإرضاء عالميا بالنسبة للإدراك البشري.
على الرغم من أن عمل سيمون على العقلانية المحدودة كان مؤثرًا ويمكن اعتباره أصل علم الاقتصاد السلوكي، إلا أن التمييز بين التعظيم والإرضاء اكتسب حياة جديدة بعد 40 عامًا في علم النفس. عرّف شوارتز (Schwartz) ووارد (Ward) ومونتيروسو (Monterosso) وليوبوميرسكي (Lyubomirsky) ووايت (White) وليمان (Lehman) التعظيم على أنه اختلاف فردي، بحجة أن بعض الأشخاص كانوا أكثر احتمالًا من غيرهم للانخراط في بحث شامل عن الخيار الأفضل. وهكذا بدلاً من تصور الإرضاء كمبدأ عالمي للقدرات المعرفية البشرية، شوارتز وآخرون أظهروا أن بعض الأفراد كانوا أكثر عرضة من غيرهم لعرض هذا النمط من اتخاذ القرار.
بناءً على عمل شوارتز وآخرين (2002) فإن الكثير من الأدبيات المتعلقة بالتعظيم قد اظهرت أن التعظيم يشمل على ثلاثة مكونات رئيسية:
- معايير عالية (الرغبة في الخيار الأفضل).
- بحث بديل (الانخراط في عملية دراسة جميع الخيارات).
- صعوبة اتخاذ القرار (الإحباط من اتخاذ الخيارات).

منذ أن تم تحديد هذه المكونات، ركزت غالبية الأبحاث حول التعظيم على أي من هذه المكونات ذات صلة (أوالأكثر ارتباطاً) بتعريف التعظيم. تجادل الباحثون في أن صعوبة اتخاذ القرار لا علاقة لها بتحديد التعظيم، ورأى فريق أن المعايير العالية هي المكون الوحيد ذي الصلة والطرف الآخر رأى أن المعايير العالية هي المكون الوحيد غير ذي الصلة. أدت العديد من هذه المحاولات لتعريف التعظيم إلى إنشاء مقاييس نفسية جديدة لقياس هذه السمة.
في الآونة الأخيرة في ورقة بحثية اقترح شيك وشوارتز (Cheek and Schwartz (2016 نموذجًا مكونًا من عنصرين للتعظيم، معرّفًا التعظيم باعتباره هدفًا لاختيار الخيار الأفضل، الذي تتبعه إستراتيجية البحث الشامل من خلال البدائل (الإرضاء). على نفس المنوال اقترح هيوز وشولر (Hughes and Scholer (2017 أنه يمكن للباحثين التفريق بين أهداف واستراتيجيات المُعَظِمِين. ومع ذلك فقد جادلا بأن هدف المعايير العالية أمر أساسي لتعريف التعظيم، لكن بعض المعظمين يشاركون في استراتيجيات تكيفية أو غير تكيفية من أجل تحقيق هذا الهدف. وأظهرا أن الأفراد ذوي المعايير العالية يمكن تمييزهم باستخدام إستراتيجية البحث البديلة، وأن هذه الاستراتيجية على وجه الخصوص تنبأت بمزيد من المشاعر السلبية في مهمة اتخاذ القرار.

## نتائج
أظهر البحث الأولي حول التعظيم نتائج سلبية بشكل موحد مرتبطة بميول التعظيم المزمنة. ارتبطت هذه الميول بانخفاض السعادة وتقدير الذات والرضا عن الحياة مع مزيد من الاكتئاب والندم بالإضافة لإنخفاض الرضا عن الخيارات، وزيادة الكمالية ومزيد من الارتباك عند اتخاذ القرار وقلق الالتزام والاجترار. تتبعت إحدى الدراسات -التي أجراها إينجار ويلز وشوارتز (2006) - الباحثين عن عمل ووجدت أنه على الرغم من أن المعظمين تمكنوا من العثور على وظائف براتب ابتدائي أعلى بنسبة 20٪ من الإرضائيون (الأشخاص الذي تكون دائما قراراتهم مرضيه لا مثالية)، إلا أنهم كانوا أقل رضا عن كل من عملية البحث عن وظيفة والوظيفة التي كانوا على وشك البدء فيها. وبالتالي بالرغم من أن المعظمين كانوا قادرين على إيجاد خيارات أفضل بشكل موضوعي، إلا أنهم انتهى بهم الأمر بشكل شخصي أسوأ نتيجة لذلك.
ومع ذلك وبسبب تزايد الخلاف حول تعريف التعظيم، بدأت الأبحاث في إظهار تأثيرات متباينة: بعضها سلبي، وبعضها محايد، وبعضها إيجابي. دياب Diab وجيليسبي Gillespie وهاهاوس (Highhouse (2008، على سبيل المثال اعترضوا على أن التعظيم في الواقع لا يرتبط بانخفاض الرضا عن الحياة ولا يرتبط بالتردد أو التجنب أو العصابية. وأظهرت دراسات أخرى أن التعظيم يرتبط بارتفاع الكفاءة الذاتية والتفاؤل والتحفيز الداخلي وزيادة الرضا عن الحياة والتأثير الإيجابي.
يمكن أن يُعزى الكثير من هذا الخلاف في النهاية إلى المقاييس المختلفة التي تم إنشاؤها لقياس التعظيم. لكن البحث عن المكونات الثلاثة (المعايير العالية، والبحث البديل، وصعوبة اتخاذ القرار) وجدت أن هذه المكونات نفسها تنبأت بنتائج مختلفة. أظهرت المعايير العالية عمومًا ارتباطًا ضئيلًا بالنتائج السلبية، ودليلًا على الارتباط بالنتائج الإيجابية. في المقابل أظهر البحث البديل وصعوبة اتخاذ القرار ارتباطات أقوى بكثير مع النتائج السلبية المذكورة أعلاه. وبالتالي  فإن مسألة ما إذا كان التعظيم تكيفي أوغير تكيفي قد يعتمد في النهاية على أي من هذه المكونات يراها المرء ضرورية لتعريف تعظيم نفسه.

## تراكيب النفسية ذات الصلة
توجد أبحاث محدودة حول المفاهيم النفسية الأخرى التي يرتبط بها التعظيم. ومع ذلك فقد أظهرت العديد من الدراسات أن التعظيم يرتبط بالكمالية، نينكوف وآخرون (2008) اعتبروا هذه العلاقة صحيحة في المقام الأول لمكون المعايير العالية. ربطت بعض الأبحاث أيضًا التعظيم بالحاجة العالية للإدراك، ومرة أخرى بشكل أساسي مع مكون المعايير العالية. أخيرًا وجد البحث الذي يدرس العلاقة بين التعظيم وعناصر الشخصية الخمسة أن المعايير العالية مرتبطة بضمير عالٍ وصعوبة اتخاذ القرار مع ضمير منخفض. ارتبط البحث البديل أيضًا بالعصابية العالية وارتبطت المعايير العالية بالانفتاح العالي للتجربة.

## مقاييس مستخدمة للقياس
نظرًا للخلاف حول تعريف التعظيم، فضلاً عن محاولات زيادة موثوقية التدابير الحالية، فقد تم إنشاء العديد من المقاييس لقياس التعظيم. تحدد القائمة أدناه اسم المقياس، بالإضافة إلى المكونات التي يقيسها:
مقياس التعظيم (MS): معايير عالية، بحث بديل، صعوبة اتخاذ القرار.
مقياس الميول إلى الحد الأقصى (MTS): أحادي البعد، لكنه مرتبط بشكل أساسي بالمعايير العالية والبحث البديل.
مقياس Lai's للتعظيم: معايير عالية وبحث بديل.
تعظيم المخزون (MI): البحث البديل، وصعوبة اتخاذ القرار، بالإضافة إلى مقياس فرعي منفصل يرضي.
تعديل MS و MTS: نفس مكونات المقاييس الأصلية أعلاه.
راجع شيك وشوارتز الأدبيات المتعلقة بقياس التعظيم واقترحا أن الباحثين المهتمين بدراسة الفروق الفردية في التعظيم يجب أن يقيسوا بنائين: هدف التعظيم واستراتيجية التعظيم. وأوصا بأن يستخدم الباحثون مقياس الميل الأقصى المكون من 7 عناصر والذي نشرته دلال وآخرون Dalal لقياس هدف التعظيم. كما أوصا مبدئيًا أن يستخدم الباحثون مقياسًا فرعيًا للبحث البديل لمخزون التعظيم، لكنهم أشاروا إلى أن البحث المستقبلي يجب أن يستمر في تحسين قياس إستراتيجية التعظيم نظرًا للمخاوف النفسية.